# Walter Escobar
Walter Escobar (Padilla, 22 de setembro de 1968) é um ex-futebolista colombiano que atuava como atacante.

## Carreira
Walter Escobar integrou a Seleção Colombiana de Futebol na Copa América de 1997.